# 임퍼바
임퍼바(영어: Imperva, Inc.)는 사이버 공격과 내부 위협으로부터 고객의 주요 비즈니스 데이터 및 어플리케이션을 보호하는 미국의 다국적 기업이다. 임퍼바는 웹 방화벽, DDoS 공격방어, 클라우드 보안, 데이터베이스 및 파일 보안 솔루션을 공급하고 있으며 2002년에 창립되었다.

## 역사
임퍼바는 2002년 설립된 후 빠른 속도로 성장하면서 전 세계 100여국에서 5,200여개의 고객사 및 500여개의 파트너사를 보유한 글로벌 리딩 기업으로 성장하였으며, 클라우드 및 온프레미스의 주요 비즈니스 정보와 어플리케이션을 보호하기 위한 통합 정보보안 솔루션과 서비스를 제공하고 있다.

### 비전
'We Protect What Matters Most'
임퍼바는 공식 웹사이트를 통해 "끊임없이 변화하는 사이버 범죄로부터 기업들의 주요 비즈니스 데이터 및 어플리케이션을 보호하는 것이 우리의 최우선 목표"라고 밝혔다.

### 연혁
- 2002년 5월 임퍼바의 전신, WEBcohort 설립
- 2003년 9월 시큐어스피어(SecureSphere) 웹방화벽 출시
- 2004년 2월 임퍼바(Imperva, Inc.)로 사명 변경
- 2009년 아시아시장 진출
- 2010년 3월 클라우드 기반 위협 인텔리전스 쓰렛레이다(ThreatRadar) 출시
- 2011년 11월 뉴욕 증권거래소에 상장[2]
- 2014년 2월 스카이펜스(Skyfence), Tomium Software 인수
- 2014년 2월 클라우드보안 스타트업 인캡슐라(Incapsula) 인수

## 사업 분야
- 웹 방화벽(WAF)[3]
- DDoS 공격 방어[4]
- 클라우드보안[5]
- 데이터베이스 및 파일보안[6]

## 주요 제품
- 시큐어스피어(SecureSphere)
- 인캡슐라(Incapsula)
- 쓰렛레이다(ThreatRadar)
- 캐모플라지(Camouflage)
- 카운터브리치(CounterBreach)

## 업계 인지도
- 2006년 RSA 컨퍼런스에서 '가장 혁신적인 보안 기업' 선정
- 2007년 레드헤링 주최 북미지역 100대 기업 선정
- 2008년 시큐어스피어(SecureSphere), Techworld Awards 수상
- 2010년 시큐어스피어(SecureSphere), ICSA Labs 인증 획득
- 2011년 월스트리트 저널 ‘미래가 기대되는 기업’ Top 10 선정
- 2011년 Info Security's Global Product Excellence Award 수상
- 2013년 Frost & Sullivan Southeast Asia Market Share Leadership Award 수상
- 2014년 Frost & Sullivan 레포트에서 웹 어플리케이션 방화벽(WAF) 분야 ‘리더’ 선정
- 2014년 가트너 매직쿼드런트 보고서 웹방화벽(WAF) 분야에서 단독으로 ‘리더’ 선정
- 2015년 시큐어스피어(SecureSphere), Cyber Defense Magazine(CDM)에서 '가장 혁신적인 데이터 보안 솔루션' 선정
- 2015년 가트너 매직쿼드런트 보고서 웹방화벽(WAF) 분야에서 단독으로 ‘리더’ 선정
- 2016년 ICSA labs 주최 Information Security Testing(EIST)에서 우수(Excellence) 선정
- 2016년 가트너 매직쿼드런트 보고서 웹방화벽(WAF) 분야에서 단독으로 ‘리더’ 선정
- 2017년 SC Award 주최 Best Web Application Solution 선정
- 2017년 4년 연속 가트너 매직쿼드런트 보고서 웹방화벽(WAF) 분야 ‘리더’로 선정
- 2017년 포레스터 리서치에서 디도스 방어 솔루션 분야에서 '리더' 선정